# Louis Hagen (Autor)
Louis Edmund Hagen, auch Louis Hagen und Lewis Haig (geboren 30. Mai 1916 in Potsdam; gestorben 17. August 2000 in Oslo) war ein deutsch-britischer Autor und Filmproduzent. Nach der Haft in einem Konzentrationslager emigrierte er 1936 nach England. Im selben Jahr wurde ihm die deutsche Staatsbürgerschaft aberkannt. Er nahm an der Luftlandeoperation um die Brücke von Arnheim teil und schrieb Bücher über das Dritte Reich. Außerdem produzierte er mehrere Filme der Trickfilm-Pionierin Lotte Reiniger.

## Kindheit und Jugend

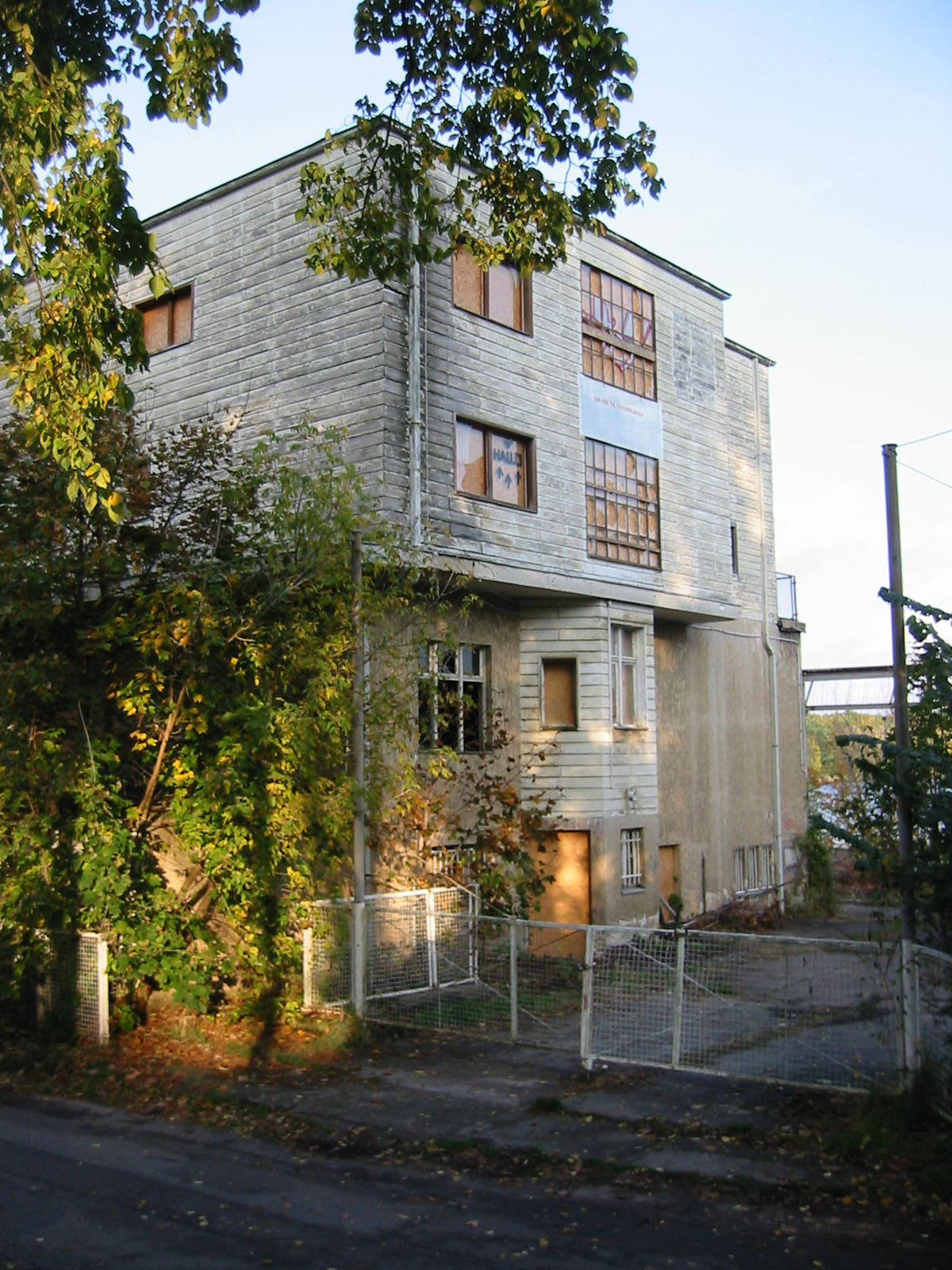
Villa Louis Hagen, Potsdam

Louis Edmund Hagen wuchs als Sohn des Bankiers Louis Hagen zusammen mit vier Geschwistern in der Villa Hagen in der Potsdamer Bertinistraße auf. Seine Hauslehrerin war Lotte Reiniger, die von 1923 bis 1926 auf dem Gelände der väterlichen „Villa Louis Hagen“ zusammen mit Walter Ruttmann den ersten langen Animationsfilm der Filmgeschichte, Die Abenteuer des Prinzen Achmed, schuf. Hagens Vater unterstützte Reiniger mit Geld und Räumen, der Sohn half ihr beim Anfertigen von Scherenschnitten.
1934 kam er ins Konzentrationslager Schloss Lichtenburg, weil er auf einer Postkarte an seine Schwester einen Nazi-Witz gemacht hatte („Toilettenpapier ist jetzt verboten. Nun gibt es mehr Braunhemden“). Nachdem der Vater eines Schulfreundes, ein hochrangiger Nazi, seine Freilassung erreicht hatte, emigrierte er 1936 nach England.

## Tätigkeit
Für die Briten nahm er im September 1944 mit dem Glider Pilot Regiment an der gescheiterten Luftlandeoperation Market Garden zur Eroberung der Brücke von Arnheim teil. Sein Buch Arnhem Lift (1945) wurde ein internationaler Bestseller und diente als Grundlage für den ersten Arnheim-Film, Brian Desmond Hursts Their’s Is The Glory.
Ende 1944 wurde Hagen nach Südostasien versetzt. Über seine Erlebnisse bei den Fallschirmjägern in Indien schrieb er 1946 das Buch Indian Route March. Außerdem arbeitete Hagen für die Armee-Zeitschrift Phoenix. Als erster westlicher Journalist soll er ein Interview mit Ho Chi Minh geführt haben. 1946 ging er als Korrespondent des Sunday Express ins zerstörte Berlin. Er interviewte neun „durchschnittliche“ Deutsche, Bekannte aus der Zeit vor 1936, über ihr Leben im Dritten Reich. 1951 erschien Ein Volk, Ein Reich: Nine Lives Under the Nazis. 1956 gab Louis Hagen im Verlag André Deutsch die Autobiographie von Walter Schellenberg heraus, dem letzten Chef von Hitlers Auslandsgeheimdienst. 1971 erschien Der heimliche Krieg auf deutschem Boden, ein Buch über Spionage im Kalten Krieg, in dem es etwa um die Organisation Gehlen, den Fall Otto John oder die Lüdke-Affäre 1968 ging.
Daneben arbeitete er als Filmproduzent für seine alte Lehrerin Lotte Reiniger. Sie war ebenso wie er nach England emigriert, wo er mit seiner Firma Primrose Film-Productions 25 Scherenschnitt-Märchen wie Kalif Storch und Das tapfere Schneiderlein herausbrachte. Letzteres erhielt den Silver Dolfin als bester Kurzfilm bei der Biennale in Venedig 1955.
Weil Hagen von dem einzigen erhaltenen Filmpositiv der Abenteuer des Prinzen Achmed ein neues 16-mm-Negativ herstellen ließ, konnte der Trickfilm-Klassiker 1989 vom Deutschen Filmmuseum Frankfurt restauriert werden und „erlebte nach fast einem halben Jahrhundert eine fröhliche Auferstehung“.
Louis Edmund Hagen starb am 17. August 2000 in Oslo.

## Werke (Auswahl)
- Arnhem lift: Diary of a glider pilot. London und New York 1945 (1993). ISBN 978-0850523751.
- Indian Route March. London 1946.
- Follow my leader. London 1951 (Neuerscheinung 2011: Ein Volk, ein Reich: Nine lives under the Nazis. ISBN 978-0-7524-5979-0).
- The Schellenberg memoirs. Edited and translated by Louis Hagen. London 1956. Auch bekannt als: The Labyrinth.
- Der heimliche Krieg auf deutschem Boden: die großen Spionagefälle. München 1971.